# Amhara (vùng)
Amhara (tiếng Amhara: አማራ) là một trong chính vùng dựa trên cơ sở dân tộc (kililoch) của Ethiopia, bao trùm quê hương của người Amhara, thủ phủ là Bahir Dar. Vùng có thực thể nước nội địa lớn nhất quốc gia là hồ Tana, đây cũng là nguồn của sông Nin Xanh. Vườn quốc gia dãy núi Semien nằm trong lãnh thổ của vùng, tại vườn có điểm cao nhất Ethiopia là Ras Dashan. Amhara giáp với các bang Gedaref và Sennar của Sudan ở phía tây, với vùng Tigray ở phía bắc, Afar ở phía đông, Benishangul-Gumuz ở phía tây và tây nam, và Oromia ở phía nam.
Trong thời kỳ đế quốc trong lịch sử Ethiopia, Amhara bao gồm một số tỉnh như Dembiya, Gojjam, Begemder, Angot, Wollo, Shewa và Lasta, hầu hết trong số đó do Ras hay Negus bản địa cai quản. Vùng Amhara sau đó hợp nhất hầu hết các tỉnh cũ Begemder, Dembiya, Angot, bete Amhara hay Wollo, Gojjam, và Shewa. Khi Mặt trận Cách mạng Dân chủ Nhân dân Ethiopia (EPRDF) nắm quyền tại Ethiopia, hầu hết đất đai của vùng Amhara, đặc biệt là tại Gonder, được xác định là một phần của vùng Tigray.
| Dân tộc      | Điều tra 1994 | Điều tra 2007 |
| ------------ | ------------- | ------------- |
| người Amhara | 91,2%         | 91,47%        |
| Agaw/Awi     | 2,7%          | 3,46%         |
| người Oromo  | 3%            | 2,62%         |
| Agaw/Kamyr   | 1%            | 1,39%         |
| Argobba      | -             | 0,41%         |
| người Qemant | 1,2%          | -             |

| Tôn giáo               | Điều tra 1994 | Điều tra 2007 |
| ---------------------- | ------------- | ------------- |
| Ki-tô giáo Chính thống | 81,5%         | 82,5%         |
| Hồi giáo               | 18,1%         | 17,2%         |
| Tin Lành               | 0,1%          | 0,2%          |
| các tín ngưỡng khác    | -             | 0,1%          |